# Dan Doornink
Daniel Glenn Doornink (* 1. Februar 1956 in Yakima, Washington) ist ein ehemaliger US-amerikanischer American-Football-Spieler. Er spielte acht Saisons auf der Position des Runningback und des Fullback in der National Football League (NFL).

## NFL

### New York Giants
Doornink wurde im NFL Draft 1978 von den New York Giants ausgewählt.

### Seattle Seahawks
Am 21. August 1979 tauschten die Seahawks ihren Siebtrundenpick für den Draft 1980 um Doornink zu bekommen. Am 12. Dezember 1982 schoss Doornink im Spiel gegen die Chicago Bears einen Punt über 54 Yards, womit er den Franchise-Rekord für Yards je Punt aufstellte. Im Wild-Card-Playoff-Spiel gegen die Titelverteidiger Los Angeles Raiders erlief er 126 Yards und trug so entscheidend zum 13:7-Sieg der Seahawks bei. Das besondere daran war, dass er in all seinen 29 Läufen denselben Spielzug lief, Check with me, 34 and 35. Insgesamt konnte er in seinen sieben Saisons bei den Seahawks 92 Spiele bestreiten.

## Privates
Doornink ist verheiratet und hat vier Kinder. Er arbeitet als Internist in seiner Geburtsstadt.